# 8성인 전쟁
8성인 전쟁(War of the Eight Saints)은 피렌체가 주도하는 이탈리아 도시 연합군과 교황 그레고리오 11세 사이에서 벌어진 전쟁이다. 전쟁은 1375년에 시작되어 1378년에 종결되었다. 8성인 전쟁(八聖人戰爭)이라 불리게 된 이유는 피렌체의 시뇨리아가 임명한 8명의 군사위원회가 전쟁 진행에 대한 전권을 위임받아 치루어진 전쟁이기 때문이다.
아비뇽 유수를 끝내고 교황청에 로마이전을 추진하던 교황 그레고리오 11세는 사전에 로마의 불안한 치안과 어수선한 교황령의 정국을 바로 잡으려 노력하였다. 아비뇽 유수로 인해 70년간 교황들이 로마를 떠나있는 동안에는 추기경들을 통하여 통치하였으나 관리소홀과 권력공백으로 인해 교황령은 매우 혼란스러운 상태를 유지하고 있었다.
이전을 위한 사전 준비과정중에 이탈리아의 도시국가들과 갈등이 발생하게 되었고, 어쩔수 없이 전쟁을 치룰수밖에 없었다. 이번 전쟁으로 교황은 반드시 자신의 교황령을 지켜내야만 하겠다는 신념이 생겼고, 로마이전을 과감하게 추진하였으며 결과적으로는 아비뇽 유수가 종료되는데 기여를 한 전쟁이 되었다. 그러나 전쟁중에 민간인들에 대한 전례 없는 잔혹한 대학살이 잇따라 발생하여 수천명의 시민들이 죽임을 당하기도 하였다.(1377년 2월 교황령 군대에 의한 체세나 대학살로 8,000명 사망) 전쟁은 피렌체가 패배하여 많은 전쟁 배상금을 교황청에 지불하며 막을 내렸다.

## 원인

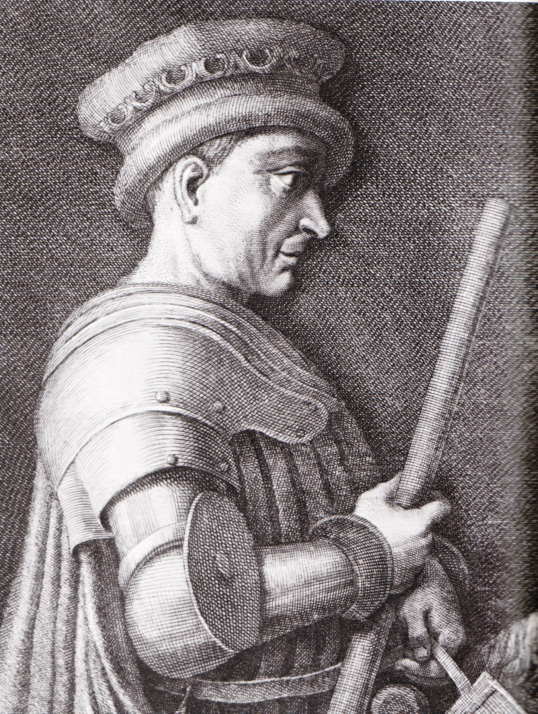
밀라노에 맞선 교황청의 콘도티에로 존 호크우드

아비뇽 유수중인 교황들은 교황청을 로마로 이전하기 위하여 로마와 교황령에 대한 환경 조성과 정국 안정화 작업을 진행하였다. 그 과정중에 전쟁이 벌어지기도 하였는데 전쟁의 원인은 중부 이탈리아에서의 교황령 확장과 피렌체 구엘프 파의 세력확장에 대해 교황들의 불만에 뿌리를 두고 있었다. 피렌체가 1372년 가을경에 가장 우려하였던 것은 교황 그레고리오 11세가 루니자나 인근 영토를 다시 정복하려는 의도를 들어냈다는 점이다. 이땅은 피렌체가 베르나보 비스콘티에게서 빼앗은 곳이였다. 또한 우발디니가 피렌체에서 교황청으로 동맹을 갈아타려하였다. 교황 그레고리오 11세 역시 피렌체에 대해 여러 가지 면에서 불만스러웠다. 교황이 밀라노의 비스콘티 가문을 상대로 전쟁을 치룰때 피란체가 교황군에 대한 지원을 거절했기 때문이다.
이런 이유들로 인해서 1375년 교황과 밀라노간에 전쟁이 끝나자, 피렌체인들은 교황군이 토스카나 지방에 대해 군사적인 행동을 취할지 모른다는 염려를 하게 되었다. 그래서 피렌체는 그레고리오 11세의 군사 지휘관이였던 용병대장(콘도티에로) 존 호크우드와 불가침 조약을 맺었다. 조약체결의 대가로 13,000 플로린을 지불하였으며 호크우드에게 향후 5년 동안 년봉 600 플로린을 지급하였고 또한 평생 1,200 플로린의 연금을 지불하였다. 이에 필요한 자금은 피렌체의 시뇨리아가 임명한 8명의 위원회에 의해서 지역의 성직자, 주교, 수도원장, 수도원, 기독교 기관으로부터 각출하였다.
또 다른 원인은 교황에 의해 고용되어 밀라노를 상대로 싸웠던 용병들이 전쟁이 끝난후에 고용해지된 상태로 돌아다니며 교황령 도시에서 여러 말썽을 일으키고 있다는 것이다.

## 전쟁

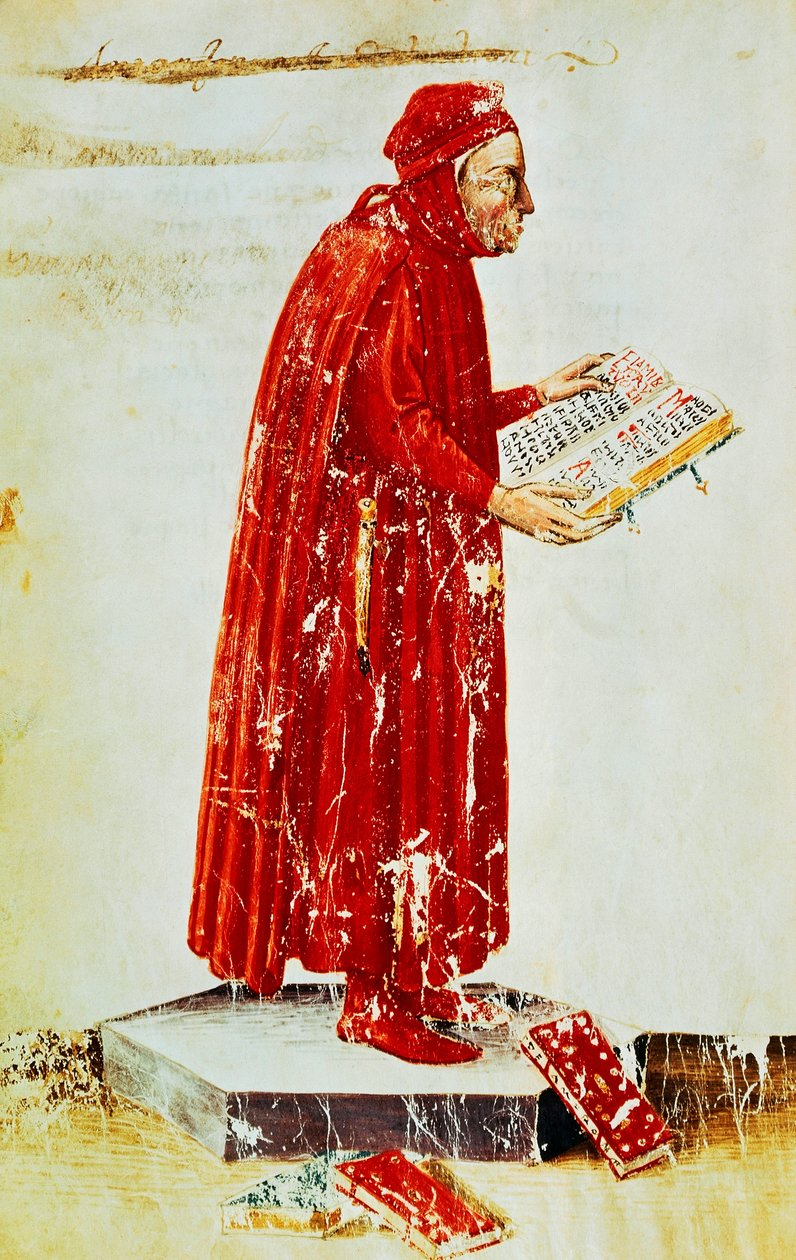
전쟁 기간 피렌체의 수상이였던 콜루초 살루타티

피렌체는 전쟁이 발발하기 앞서 1375년 7월 밀라노와 동맹을 맺었다. 전쟁의 추진은 피렌체의 시뇨리아가 임명한 8명의 위원회에 완전히 위임되었다. 피렌체는 1375년 교황령 내에서의 반란을 조장하였다. 피렌체는 볼로냐, 페루자, 오르비에토, 비테르보등 교황령내 40개를 넘는 도시에 반란을 조장하기 위해 공작원들을 보냈다. 그중 많은 곳들이 힐 알바레스 카리요 데 알보르노스 추기경의 노력으로 교황령에 다시 복속되었다. 인문주의자이자 피렌체의 수상인 콜루초 살루타티는 고대의 공화주의로 돌아가, "압제적"이고 "타락한" 교황의 지배에 맞서 반란을 촉구하는 공문서를 퍼뜨렸다.

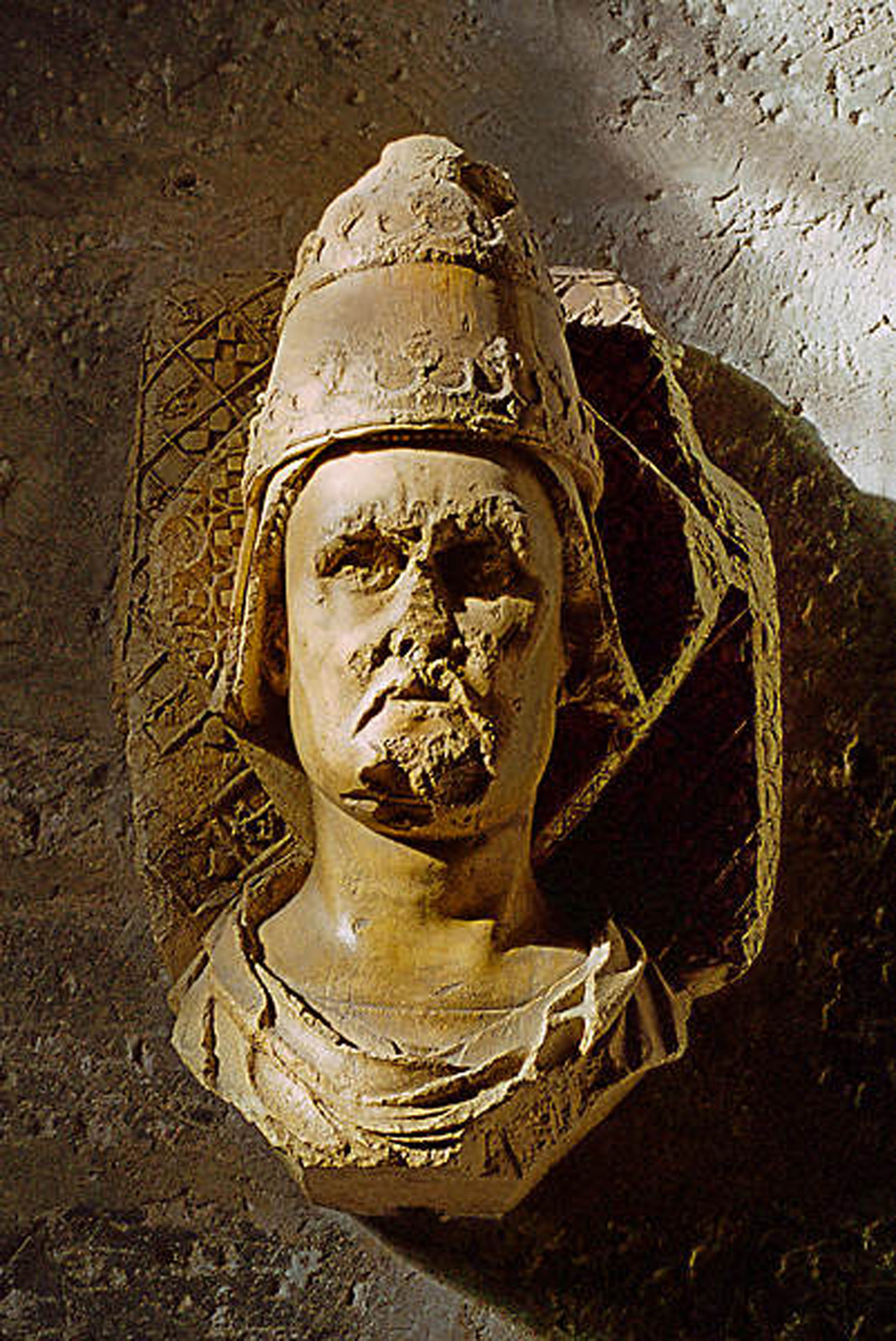
1377년 이후 교황군 사령관인 로베르 드 제네브

교황 그레고리오 11세는 피렌체 정부 인사 모두를 파문하였고 1376년 3월 31일 피렌체에서 종교적 행사를 금지하고 유럽 전역에 피렌체인들의 체포와 노예화와 재산 몰수를 합법화하는 금지제재를 선포하였다. 처음에는 금지제재에 불복종하기 보다는, 피렌체는 별도의 기독교 행진(편달 고행자 포함)과 과거에 이단으로 간주됐던 프라티첼리 같은 조직이 재출현하는 등 단체를 조직하였다. 피렌체의 종교재판 조직은 박멸되었으며, 피렌체 시뇨리아는 교회 재판소가 못 마땅히했던 사금융과 그밖에 것들을 합법적 제한으로 밀어붙였다.
1377년 10월, 피렌체 정부가 피렌체 주교 안젤로 리카솔리와 피에솔레 주교 네리 코르시니에게 성무집행을 재개하라고 압박하자 그들은 도피해버렸다. 시뇨리아가 고위 성직자들에게 막대한 부담금을 할당하거나 재산을 압류하자 그들은 직책을 버리고 근무지를 이탈하였다. "종교 개혁 이전 유럽의 어디에서도 시도되지 않은 기독교 재산의 광범위한 정리"는 점점 갈수록 분쟁을 유발하게 하였다. 피렌체의 전체적인 전쟁 비용은 250만 플로린에 이르렀다.
그레고리오 11세의 경제 제재의 결과로, 피렌체 상인들의 "디아스포라"는 유럽 전체에 경제적 손실을 주었으며, 특히 아비뇽의 알베르티 은행가들이 그랬지만, 프랑스 국왕 샤를 5세등 많은 이들은 금제제재를 무시하였다.

호크우드는 피렌체와의 불가침 협정을 지키기 위하여 교황령안에서 발생한 반란을 진압하는 것에만 관여하고 토스카나 지역에서 전쟁을 일으키지 않으려 노력하였다. 그러다가 1377년 그레고리오 11세를 배신하고 반교황 연합에 참여하였다. 그레고리오 11세의 다른 용병대장들 역시 1377년 2월 체세나 약탈 같은 로마냐 지역에서만 소극적으로 활약 하였다. 1377년 봄, 교황령 군대가 피렌체의 동맹으로 남아있던 볼로냐를 재점령하였다.
1377년, 로베르 드 제네바 추기경(훗날 대립교황 클레멘스 7세)은 반란을 진압하기 위해 그레고리오 11세의 군대를 이끌었다. 이때 로베르는 그가 지휘하던 용병들이 요청한 체세나(Cesena) 시민들에 대한 학살을 승인하였다. 1377년 2월에 벌어진 이 비극적인 사건으로 인해 최소 약 3,000 명에서 최대 8,000명 정도가 학살당했다. 1377년 1월17일, 그레고리오 11세는 로마 지역을 사수하기 위해 이탈리아로 돌아옴으로 인해 70년간 이어졌던 아비뇽 유수가 막을 내렸다. 교황은 이듬해 3월에 사망하였다.

## 종전
전쟁은 1378년 7월 티볼리에서 그레고리오 11세의 후임 교황인 교황 우르바노 6세와의 협상을 통해, 강화 조약을 체결한후 막을 내렸다. 피렌체는 교황에게 200,000 플로린(반면 그레고리오 11세의 본래 배상 요구액은 1,000,000 플로린)을 지불하였고 세속 정부가 교회에 대항해 만든 모든 법률들을 폐지하였다. 또한 고위 성직자들에게서 약탈하거나 압수한 모든 재산들을 돌려주었다. 이탈리아로 돌아온 교황은 피렌체에 내려졌던 성무집행 금지를 취소하였다.

## 8성인 위원회

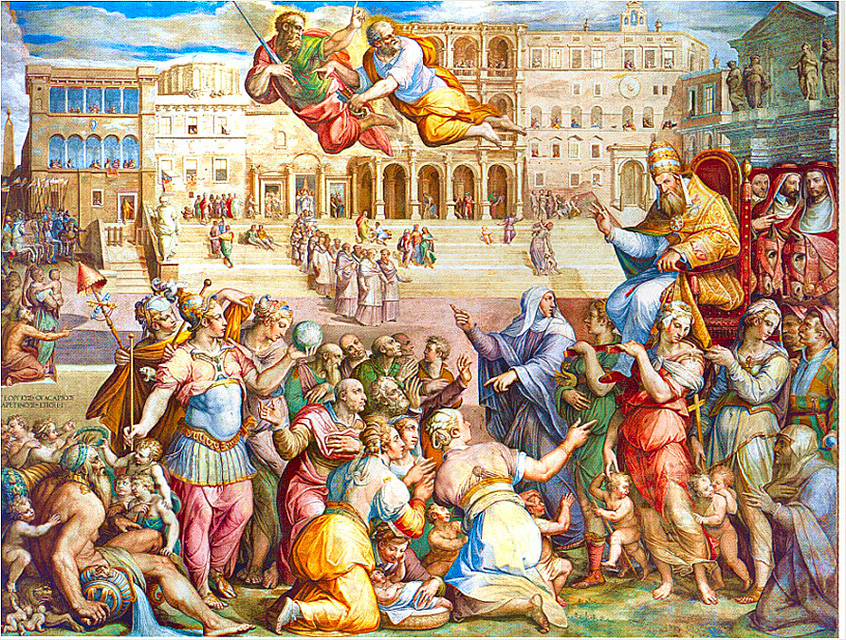
"8성인"으로 불린 "8명의 성직자"를 파문하는 교황 그레고리오 11세의 파문 칙령.

8성인 위원들은 전쟁 기간 동안 피렌체의 시뇨리아에 의해 임명되었다. 피렌체가 용병대장 존 호크우드와 불가침 협약을 체결할 때 지급된 130,000 플로린은, 시민으로 이뤄진 8성인 특별위원회가 피렌체와 피에솔레의 고위 성직자들에게 강제적으로 대출을 받게 하여 마련하였다. 두 번째 꾸려진 8성인 위원회는 교황을 상대로 한 전쟁에 필요한 외교적, 군사적 준비를 하였다.
8성인 조직의 정체성은 논란의 대상으로 남았다. 징수 위원회는 8성인이 전시 위원회라고 여기는 일부 논란에도 불구하고 학자들에 의해, 8성인으로서 널리 받아들여졌다. 8성인 전쟁에 대한 첫 역사적 언급은 1445년 피렌체의 역사가 도메니코 부오닌세니에 의해 그랬으며, 동시대인 역사가인 레오나르도 브루니와 조반니 모렐리 같은 경우에는 나타나지 않았다. 부오닌세니는 8성인 전쟁 직후 발생한 치옴피의 난 때 만들어진 8인의 조직을 언급한 1378년 8월에 사용된 명칭을 적용하였다. 이와 대조적으로, 1376년 3월 31일에 징수 위원회(otto dei preti, 문자 그대로는 8인의 성직자)들을 파문하는 칙서가 발표되었다.
1375년 7월 7일, 8인의 성직자회는 불가침 협약을 따르기 위해, 다음의 고위성직자들에게 세금 징수를 하였다:
| - 마테오 말레피치(Matteo Malefici) - 안토니오 디 포레세 사케티(Antonio di Forese Sacchetti) - 바르도 디 굴리엘모 알토비티(Bardo di Guglielmo Altoviti) - 살비 필리포 살비(Salvi Filippo Salvi) | - 조반니 단졸로 카포니(Giovanni d'Angiolo Capponi) - 안토니오 디 필리포 톨로시니(Antonio di Filippo Tolosini) - 레코 디 구이도 구아차(Recco di Guido Guaza) - 미켈레 디 푸초(Michele di Puccio) |

전시 위원회(otto della guerra)는 1376년 8월 14일에 4곳의 길드 대표자들과 4명의 귀족들로 이뤄졌다.
| 대길드 대표자들 - 조반니 디니(Giovanni Dini) - 향신료 - 구초 구치(Guccio Gucci) - 양모 제조 소길드 대표자들 - 마테오 솔디(Matteo Soldi) - 포도주 소매업 - 조반니 디 모네(Giovanni di Mone) - 곡물 | 피렌체 엘리트 인원들 - 알레산드로 데 바르디(Alessandro de' Bardi) - 조반니 마갈로티(Giovanni Magalotti) - 안드레아 살바티(Andrea Salvati) - 톰마소 스트로치(Tommaso Strozzi) |

## 같이 보기
- 시에나의 가타리나

## 참고 서적
- Chambers, D.S. 2006. Popes, Cardinals & War: The Military Church in Renaissance and Early Modern Europe. I.B. Tauris. ISBN 1-84511-178-8. p. 32-33.